# Puente de Ixtla
Puente de Ixtla är en ort i Mexiko.   Den ligger i kommunen Puente de Ixtla och delstaten Morelos, i den sydöstra delen av landet, 90 km söder om huvudstaden Mexico City. Puente de Ixtla ligger 900 meter över havet och antalet invånare är 20 668.
Terrängen runt Puente de Ixtla är platt åt nordost, men åt sydväst är den kuperad. Puente de Ixtla ligger nere i en dal. Runt Puente de Ixtla är det ganska tätbefolkat, med 214 invånare per kvadratkilometer. Närmaste större samhälle är Zacatepec, 14,1 km öster om Puente de Ixtla. Omgivningarna runt Puente de Ixtla är en mosaik av jordbruksmark och naturlig växtlighet.